# Freedom Call
Freedom Call est un groupe de power metal allemand, originaire de Nuremberg. Le premier album, intitulé Stairway to Fairyland est sorti peu avant 1999 et, le 25 mai 1999, Freedom Call fait sa première apparition en concert en France pendant la tournée des groupes Angra et Edguy. 
À la mi-janvier 2002, la nouvelle bande commence l'enregistrement de son nouvel album intitulé Eternity. Après une longue coupure, The Circle of Life, est enregistré entre août et octobre 2004 pour finalement sortir en 2005. Un nouvel album Dimensions est publié le 20 avril 2007. Le 24 février 2012 sort l'album Land of the Crimson Dawn. En 2014 sort le nouvel album Beyond, suivi de Master of Light en 2016. L'album M.E.T.A.L. est réalisé en 2019, alors que le dernier album en date Silver Romance est sorti en 2024.

## Biographie

### Débuts etStarway to Fairyland(1998–2000)
Le groupe est formé en 1998 par Chris Bay et Dan Zimmermann. Ils enregistrent tout d'abord une démo de six chansons avec comme producteur Charlie Bauerfeind (qui présenta la bande à plusieurs maisons de disques). Le groupe est ensuite complété par Ilker Ersin à la basse et Sascha Gerstner à la guitare. Ilker et Chris avaient joué dans le même groupe (Moon' Doc) pendant quelques années.
Le premier album, intitulé Stairway to Fairyland est sorti peu avant 1999 et, le 25 mai 1999, Freedom Call fait sa première apparition en concert en France pendant la tournée des groupes Angra et Edguy. À la fin du mois d'août, Freedom Call enregistre les cinq pistes mini-LP de l'album Taragon, avec de nouvelles chansons, comme Dancing with Tears in My Eyes, reprise du groupe Ultravox, ou encore une nouvelle version de Tears of Taragon avec le chanteur de Saxon, Biff Byford. À la fin de l'année 1999, Freedom Call enregistre son second album, Crystal Empire, qui sort au début de 2001.

### DeCrystal EmpireàDimensions(2001–2008)
En mars 2001, Sascha Gerstner quitte Freedom Call pour rejoindre Helloween. Il est finalement remplacé par Cédric « Cede » Dupont, le guitariste suisse de Symphorce. À la mi-janvier 2002, la nouvelle bande commence l'enregistrement de son nouvel album intitulé Eternity. Dan et Chris produisirent l'album seuls car Charlie Bauerfeind n'était pas disponible à cette époque. Il restait cependant responsable des enregistrements de batterie et du mixage final. Plus tard dans l'année, ils sont invités à une tournée avec Blind Guardian. Durant cette tournée, ils enregistrent un album live, Live Invasion, avec Charlie Bauerfeind à Düsseldorf, Stuttgart et Munich. Le pianiste au synthétiseur qui joue avec eux, Nils Neumann, est alors invité à devenir le cinquième membre du groupe.
Après une longue coupure, The Circle of Life, est enregistré entre août et octobre 2004 pour finalement sortir en 2005. Peu de temps après la sortie de ce dernier album, Cede Dupont et Ilker Ersin décident de quitter Freedom Call (indépendamment l'un de l'autre). Ils sont finalement remplacés par Lars Rettkowitz et Armin Donderer, autrefois membre du groupe Paradox.
Un nouvel album Dimensions est publié le 20 avril 2007 et est, comme l'explique Dan Zimmermann, acoustiquement plus près d'Eternity, l'annonçant comme la suite logique. Le titre Far Away, avec son penchant très folk metal due à l'utilisation de cornemuse, fait l'objet d'un clip. Une tournée européenne suit la sortie de l'album (Belgique, Angleterre, France...) avec en tête d'affiche le groupe Nightmare.

### Land of the Crimson Dawn(2009–2013)

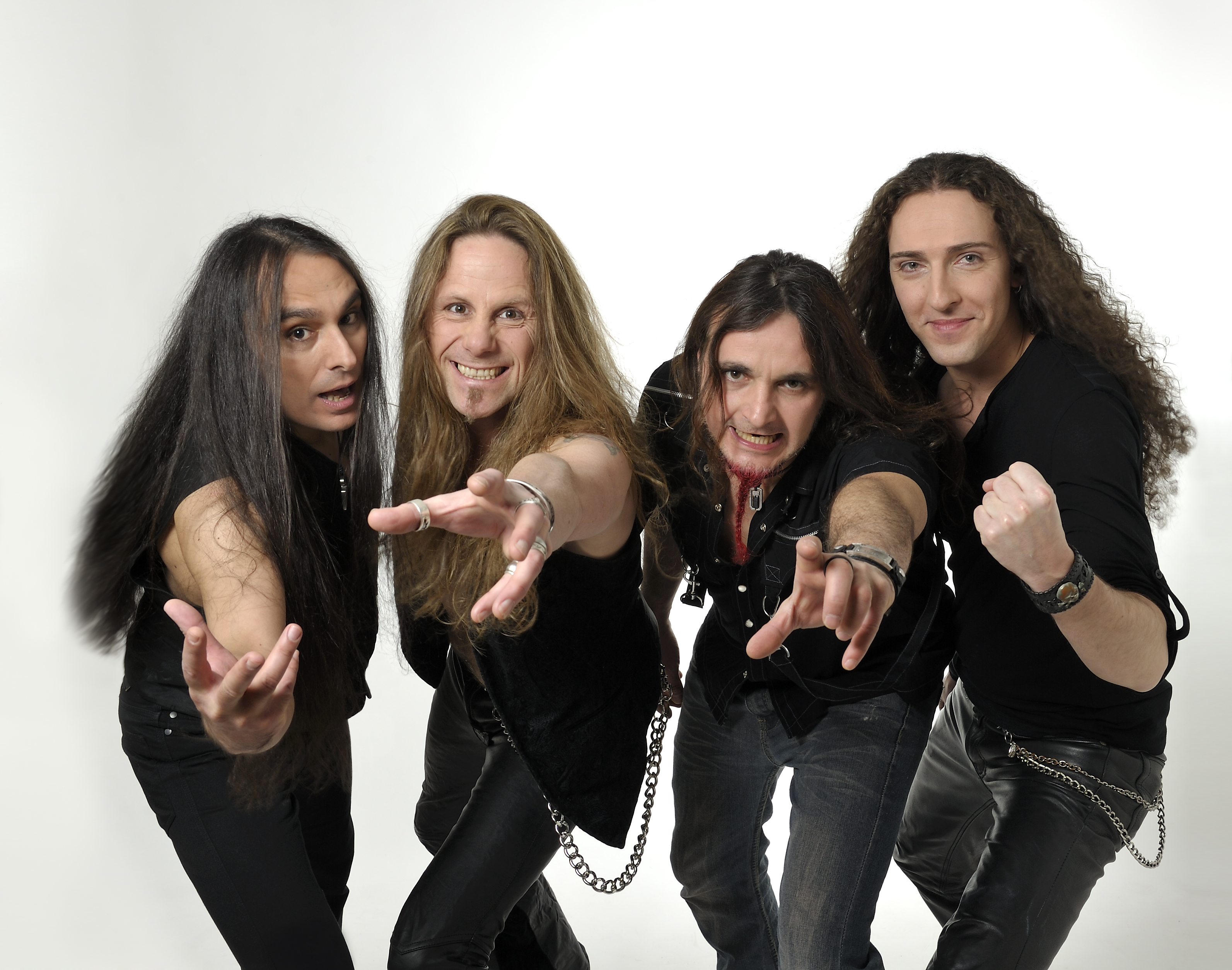
Freedom Call en 2013.

L'annonce du départ d'Armin Donderer pour cause de problèmes familiaux est faite début 2009. Il est remplacé par Samy Saemann qui assurait déjà les parties de basse durant les derniers lives de Freedom Call. Freedom Call part alors en tournée avec Gamma Ray, l'autre groupe de Dan Zimmermann, pour défendre son nouvel opus, Legend of the Shadowking, sixième production studio des germains sortie en 2010. Pour le promouvoir, le groupe sort un clip du morceau Thunder God. C'est également cette année-là que Dan quitte le groupe et se voit remplacé par Klaus Sperling. Ils publient un CD/DVD live Live In Hellvetia le 14 septembre 2011. 
C'est le 24 février 2012 que sort l'album Land of the Crimson Dawn,, popularisé par le clip de Hero on Video et les singles de Rockin' Radio et de Power and Glory. À la fin de l'année, Freedom Call se joint à la tournée du groupe Luca Turilli's Rhapsody aux côtés d'autres premières parties, Orden Ogan et Vexillum.
En 2013 sort la compilation Ages of Light qui contient un premier CD réunissant des morceaux phares des albums précédents du groupe, dont des versions live de Metal Invasion et A Perfect Day. Le second CD est réservé à de nouvelles versions de morceaux du groupe dans d'autres styles musicaux, comme le folk, le reggae, le ska ou encore le rockabilly. La version rockabilly du titre Rockin' Radio est d'ailleurs choisie pour un clip. Le groupe part alors dans une nouvelle tournée européenne, cette fois-ci en tête d'affiche, mais les italiens de Vexillum les accompagne une nouvelle fois sur les dates françaises et italiennes. Freedom Call aura également eu l'opportunité d'assurer la première partie du célèbre groupe de heavy metal progressif Queensrÿche sur quatre dates en Allemagne.

### BeyondetMaster of Light(2014-2018)
À la fin de 2013, le groupe annonce un nouvel album pour février 2014. Au début de 2014 sort donc l'album Beyond, popularisé par le clip de Union of the Strong. La même année, Ilker Ersin redevient officiellement le bassiste du groupe. Une tournée européenne suit, nommée Light Over the Beyond Tour, une nouvelle fois en tête d'affiche, avec comme premières parties (changeantes selon les pays) par exemple Syr Daria, Holy Cross, At Vance, Victorius ou encore Dragonhammer. L'été 2014 verra Freedom Call enchaîner les concerts en festival, par exemple au Masters of Rock. En septembre, le groupe réalisera les premières parties d'Edguy en Suède et en Finlande, avant de reprendre un nouveau Light Over the Beyond Tour en 2015 en Europe. Ils feront la première partie de la tournée européenne du groupe Sonata Arctica.
En mai 2015, Freedom Call publie 666 Weeks Beyond Eternity, une réédition de leur album Eternity (2002). Comme l'annonce le titre 666 Weeks Beyond Eternity, la réédition est publiée 666 semaines après la sortie de l'album original. La tournée 666 Weeks Beyond Eternity Tour 2015 prend place entre octobre 2015 (Glasgow, Royaume-Uni ; 9 octobre) et décembre 2015 (Augsburg, Allemagne ; 22 décembre) en soutien à l'album.
En septembre 2016, le groupe annonce la sortie d'un nouvel album intitulé Master of Light, pour le 18 novembre via Steamhammer/SPV. Il sortira en format digipack, double-vinyle et en téléchargement payant.

### M.E.T.A.L.etSilver Romance(depuis 2019)
L'année 2019 marque la sortie de l'album M.E.T.A.L., les 20 ans du groupe ainsi qu'un changement de line-up : Ilker Ersin est remplacé par Timmi Breideband à la basse, alors qu'Ramy Ali quitte le groupe pour des raisons familiales. La batterie est assurée pendant les concerts successivement par Kevin Kott, Klaus Sperling et Chris Widmann.
Le groupe part en tournée en 2019, puis durant la Pandémie de Covid-19, il performe notamment un concert de charité en streaming sur internet. Freedom Call reprend de manière régulière les festivals d'été en 2021, par exemple au Koppel Sommer, au Metal On The Hill, ou bien encore  l'Alcatraz Metal Festival. En 2022 le groupe rejoue pour la première fois au festival du Wacken Open Air depuis 2003.
Durant l'été 2023 sort l'album live The M.E.T.A.L. Fest, qui a été enregistré durant les concerts à Pilsen et Regensburg durant l'été et l'automne 2022. La sortie de ce live est l'occasion pour le groupe de présenter un nouveau morceau composé pour l'occasion, qui porte le même nom que l'album. Un clip est également réalisé pour ce morceau, Ramy Ali figure sur celui-ci, puisqu'il a entre-temps officiellement rejoint le groupe à nouveau.
Le nouvel album Silver Romance sort au printemps 2024, l'année où le groupe fête ses 25 ans de carrière. Cette sortie est précédée de la réalisation de nombreux clips officiels : Silver Romance, In Quest Of Love, High Above, et Supernova. Une tournée européenne démarre quelques jours après la sortie de l'album.

## Membres[1]

### Membres actuels
- Chris Bay - chant, guitare (depuis 1998)
- Lars Rettkowitz - guitare (depuis 2005)
- Francesco Ferraro - basse (depuis 2019)
- Ramy Ali - batterie (2013-2018, depuis 2023)

### Anciens membres
- Sascha Gerstner - guitare (1998-2001)
- Cédric Dupont - guitare (2001-2005)
- Samy Saemann - basse (2009-2013)
- Armin Donderer - basse (2005-2009)
- Dan Zimmermann - batterie (1998-2010)
- Klaus Sperling - batterie (2010-2013)
- Nils Neumann - claviers (2004-2006)
- Ilker Ersin - basse (1998-2005, 2013-2018)
- Timmi Breideband - batterie (2019)

## Discographie

### Albums studio
- 1999 : Starway to Fairyland
- 2001 : Crystal Empire
- 2002 : Eternity
- 2005 : The Circle of Life
- 2007 : Dimensions
- 2010 : Legend of the Shadowking
- 2012 : Land of the Crimson Dawn
- 2014 : Beyond
- 2016 : Master of Light
- 2019 : M.E.T.A.L.
- 2024 : Silver Romance

### EPs, live et best-of
- 1999 : Taragon (EP)
- 2004 : Live Invasion (album live)
- 2011 : Live in Hellvetia (album live)
- 2013 : Ages of Light (best-of)
- 2023 : The M.E.T.A.L. Fest (album live)

## Clips
- Far Away
- Thunder God
- Hero on Video
- Power and Glory
- Rockin' Radio
- Union of the Strong
- Metal is for everyone
- M.E.T.A.L.
- The M.E.T.A.L. Fest
- Silver Romance
- In Quest Of Love
- High Above
- Supernova